# Entführung von Tanya Kach
Als Entführung der Tanya Kach wurde die mehr als zehn Jahre andauernde Freiheitsberaubung der Schülerin Tanya Kach durch Thomas Hose in McKeesport (Pennsylvania) in den Medien bekannt.
Die am 14. Oktober 1981 geborene Tanya Nicole Kach wurde am 10. Februar 1996 im Alter von 14 Jahren vermisst gemeldet und am 23. März 2006 lebend wiedergefunden. Sie befand sich 3.694 Tage in der Gewalt ihres Entführers.
Am Tag ihres Verschwindens blieb Tanya unentschuldigt vom Schulunterricht fern. Da sie in Thomas Hose, einen Sicherheitsbediensteten der Schule, verliebt war, schmiedeten beide Pläne, gemeinsam „durchzubrennen“. Bei der Ankunft in Hoses Haus, in dem auch dessen Eltern wohnten, wurde sie jedoch in ein Schlafzimmer eingesperrt. Während ihrer zehnjährigen Gefangenschaft musste sie essen und anziehen, was ihr befohlen wurde. Sie hatte nur mit den Bewohnern von Hoses Heim Kontakt.
Die Gefangenschaft verbrachte sie lediglich zwei Meilen von der Wohnung ihres Vaters entfernt.
Nach vier Jahren wurde ihr manchmal erlaubt, alleine das Haus zu verlassen. Dabei freundete sie sich mit dem Besitzer eines Lebensmittelgeschäfts an. Im Jahr 2006 vertraute sie sich ihm an – dieser informierte die Polizei. Thomas Hose wurde nach ihrer Freilassung wegen sexueller Übergriffe, anderer Sexualvergehen und Verstößen gegen die „Wohlfahrt des Kindes“ angeklagt. Judith Clara Sokol, damals 57 und Kosmetikerin aus McKeesport, wurde wegen der gleichen Vergehen angeklagt – sie hatte mitgeholfen, Kachs Haare und ihr Aussehen so zu verändern, dass Tanya nicht erkannt wurde.